# Rambam (televisieprogramma)
Rambam is een televisieprogramma van programmaproducent CCCP, uitgezonden door de Nederlandse omroep BNNVARA (voorheen VARA) op NPO 3 (voorheen Nederland 3).

## Thema
In het programma worden consumentenzaken op experimentele humoristische en confronterende wijze behandeld. Bedrijven en personen worden in de val gelokt en er wordt gewerkt met verborgen camera's. De eerste uitzending was op 29 augustus 2011 in het kader van TV Lab. Het is een remake van het Vlaamse programma Basta.

## Verslaggevers
| Presentatie         | 2011 | 2012 | 2013 | 2014 | 2015 | 2016 | 2017 | 2018 | 2019 |
| ------------------- | ---- | ---- | ---- | ---- | ---- | ---- | ---- | ---- | ---- |
| Niels van der Laan  |      |      |      |      |      |      |      |      |      |
| Ronald Snijders     |      |      |      |      |      |      |      |      |      |
| Linda Hakeboom      |      |      |      |      |      |      |      |      |      |
| Rogier Cornelisse   |      |      |      |      |      |      |      |      |      |
| Jelte Sondij        |      |      |      |      |      |      |      |      |      |
| Lex Uiting          |      |      |      |      |      |      |      |      |      |
| Kee Huidekoper      |      |      |      |      |      |      |      |      |      |
| Max van den Burg    |      |      |      |      |      |      |      |      |      |
| Noël Deelen         |      |      |      |      |      |      |      |      |      |
| Bo Jeuken           |      |      |      |      |      |      |      |      |      |
| Fons Hendriks       |      |      |      |      |      |      |      |      |      |
| Lars Gierveld       |      |      |      |      |      |      |      |      |      |
| Yora Rienstra       |      |      |      |      |      |      |      |      |      |
| Nesim Ahmadi        |      |      |      |      |      |      |      |      |      |
| Krista Arriëns      |      |      |      |      |      |      |      |      |      |
| Rinke Verkerk       |      |      |      |      |      |      |      |      |      |
| Kasper van der Laan |      |      |      |      |      |      |      |      |      |
| Gwen Pol            |      |      |      |      |      |      |      |      |      |
| Veras Fawaz         |      |      |      |      |      |      |      |      |      |
| Filemon Wesselink   |      |      |      |      |      |      |      |      |      |
| Sahil Amar Aïssa    |      |      |      |      |      |      |      |      |      |
| Sophie Frankenmolen |      |      |      |      |      |      |      |      |      |

## Afleveringen

### TV Lab
| Aflevering | Titel          | Uitzenddatum     |  |
| --- | -------------- | ---------------- |  |
| 0.1 (Pilot) | Business Class | 29 augustus 2011 |  |
| Het team koopt zendtijd in het programma Business Class van Harry Mens waarin ze de kijkers oproepen te investeren in het (niet-bestaande) product Caxza dat van poep is gemaakt. Daarnaast gaan ze in Amsterdam kijken hoe hoog de tarieven zijn die taxichauffeurs aan toeristen vragen. |                |                  |  |

### Seizoen 1
| Aflevering | Titel                      | Uitzenddatum     |  |
| --- | -------------------------- | ---------------- |  |
| 1.1 | Derek Ogilvie              | 9 januari 2012   |  |
| Linda Hakeboom laat medium Derek Ogilvie met de geest van haar overleden grootvader praten terwijl in werkelijkheid haar beide grootvaders nog leven. Een verslaggever volgt een cursus cold reading en gaat aan het werk op een paranormale beurs. |                            |                  |  |
| 1.2 | Dirk Scheringa             | 16 januari 2012  |  |
| Dirk Scheringa wordt uitgenodigd op te treden als veilingmeester. De te veilen schilderijen verbeelden zijn eigen levensverhaal. De opbrengst van de veiling ging naar gedupeerden van de DSB. |                            |                  |  |
| 1.3 | Seniorenreizen             | 23 januari 2012  |  |
| Een verkoopreisje voor senioren wordt verstoord door Harry Slinger die met een koor een kritisch lied zingt. De reporters brengen in het tweede item portemonnees met geld als gevonden voorwerp af op een aantal politiebureaus. Als een andere reporter de vermissing na een week komt melden blijkt er geld uit een portemonnee te zijn verdwenen en andere portemonnees zijn geheel verdwenen.                                                                                               |                            |                  |  |
| 1.4 | Uitvaarten                 | 30 januari 2012  |  |
| Het team probeert geld te besparen op een uitvaart. |                            |                  |  |
| 1.5 | Datingsites                | 6 februari 2012  |  |
| Jelte gaat bij een sekschatsite werken en doet zich daarbij met medeweten van het bedrijf voor als vrouw. Linda gaat aan de slag als belmeisje en Noel is op zoek naar een echte date via een datingsite. |                            |                  |  |
| 1.6 | Digitainment               | 13 februari 2012 |  |
| Vervolg van de vorige uitzending. Sommige datingsites blijken fictieve profielen te bevatten. Ook gaan ze met een loktiener alcohol kopen. |                            |                  |  |
| 1.7 | Wonderdokters              | 20 februari 2012 |  |
| Reporters laten zich behandelen door alternatieve therapeuten. In het tweede item bekennen ze in valse biechten ernstige misdrijven (diefstal, overval, seksueel misbruik van kinderen) en krijgen vergeving. |                            |                  |  |
| 1.8 | ABN AMRO                   | 27 februari 2012 |  |
| Rambam krijgt privacygevoelige informatie over klanten van ABN in handen die gevonden zijn in een verlaten bankgebouw. De reporters moeten veel moeite doen om de dossiers terug te geven. Via een online spermabank bestelt Rambam anoniem zaad. |                            |                  |  |
| 1.9 | Onbetrouwbare nieuwsgaring | 5 maart 2012     |  |
| Rambam verspreidt, net als het Vlaamse programma Basta had gedaan, valse nieuwsberichten die klakkeloos werden overgenomen door de media, waaronder de NOS, De Telegraaf, PowNews, Shownieuws, Man bijt hond, RTL Boulevard en Radio 538. In een van de berichten werd gesuggereerd dat de Nederlandse inzending van het Eurovisiesongfestival plagiaat zou bevatten. Om het bericht enige geloofwaardigheid te geven werd een op You and me gelijkend liedje opgenomen en op een website gezet. |                            |                  |  |
| 1.10 | Oplichter                  | 12 maart 2012    |  |
| Een in Nederland veroordeelde oplichter blijkt zijn werkterrein te hebben verplaatst naar Duitsland en op zoek te zijn naar een reclamebureau voor een imagocampagne. De verslaggevers doen zich voor als reclamebureau en confronteren hem met zijn misdrijven. Nadat de arrestatie van de reclamejongens in scène is gezet, gaat de oplichter direct telefonisch zijn zaakjes veiligstellen.                                                                                                   |                            |                  |  |

### Seizoen 2
| Aflevering | Titel                                | Kijkcijfers     | Uitzenddatum  |  |
| --- | ------------------------------------ | --------------- | ------------- |  |
| 2.1 | Identiteitsfraude                    |                 | 11 maart 2013 |  |
| De verslaggevers kijken in hoeverre het belangrijk is dat de foto op een paspoort overeenkomt met het uiterlijk van de drager. Een bankrekening openen, het huren van een auto met andermans rijbewijs, de paspoortcontrole op Schiphol passeren en zelfs het aanvragen van een nieuw identiteitsbewijs met andermans foto blijkt te lukken. |                                      |                 |               |  |
| 2.2 | Secundaire ticketverkopers           |                 | 18 maart 2013 |  |
| De verslaggevers onderzoeken de handel in concert- en theaterkaartjes. Malafide ticketbureaus geven zich uit als officieel verkooppunt en verkopen kaarten voor woekerprijzen. Deze komen in veel van de gevallen niet eens aan bij de klant. Rambam gaat undercover werken voor een malafide toegangskaartenbedrijf. |                                      |                 |               |  |
| 2.3 | Louche modellenbureaus en fotografen |                 | 25 maart 2013 |  |
| Twee verslaggeefsters schrijven zich in bij een modellenbureau en moeten veel geld betalen maar krijgen geen opdrachten. De tijdschriften waar het bureau voor zegt te werken kennen het bureau niet. Een fotograaf die de verslaggeefster uit de kleren praat wordt verrast als haar vader (gespeeld door Willibrord Frequin) binnenkomt. De fotograaf rent geschrokken weg. |                                      |                 |               |  |
| 2.4 | Cv-fraude                            |                 | 1 april 2013  |  |
| De verslaggevers gaan solliciteren en tonen aan dat het mogelijk is te worden aangenomen voor beroepen met grote verantwoordelijkheden, zonder over de juiste diploma's te beschikken. |                                      |                 |               |  |
| 2.5 | Lobby                                | 277.000 kijkers | 8 april 2013  |  |
| Rambam huurt een lobbybedrijf in en overtuigt Tweede Kamerleden om de belangen van het fictieve bedrijf Seed4U aan de orde te brengen in een debat. |                                      |                 |               |  |
| 2.6 | Online advertenties                  | 358.000 kijkers | 15 april 2013 |  |
| Het team gaat op zoek naar online en verdachte advertenties. Wie bedenken deze en hoe betrouwbaar zijn ze? |                                      |                 |               |  |
| 2.7 | Portemonneetest 2.0                  | 359.000 kijkers | 22 april 2013 |  |
| Rambam herhaalt de test met de lokportemonnee om te onderzoeken of de beloofde verbetering is gerealiseerd, ditmaal werden 20 exemplaren verspreid in Noord-Brabant en Zuid-Holland. Op straat collecteert Rambam voor fictieve goede doelen. |                                      |                 |               |  |
| 2.8 | Algemene voorwaarden                 | 221.000 kijkers | 29 april 2013 |  |
| Rambam onderzoekt de algemene voorwaarden (de kleine lettertjes) van bedrijven. TomTom vrijwaart zich hierin van verantwoordelijkheid voor frauduleuze medewerkers en Google geeft zichzelf het recht geüpload materiaal te gebruiken. Rambam doet zich voor als pakketbezorgbedrijf en laat Google tekenen voor algemene voorwaarden waarin staat dat ze de letter o van Google mogen meenemen en gebruiken. TomTom krijgt een beschadigd pakket. Op straat worden mensen na een interview gevraagd een contract te tekenen waarin ongewenste clausules staan en na een interview in het programma van Carlo Boszhard en Irene Moors wordt ze gevraagd om een handtekening voor een familielid. Het blijkt echter een contract waarin ze beloven reclame te maken voor Rambam. |                                      |                 |               |  |
| 2.9 | Doorverkoop                          | 393.000 kijkers | 6 mei 2013    |  |
| Rambam slijt "spullen die van de vrachtwagen zijn gevallen" bij pandjeshuizen. |                                      |                 |               |  |
| 2.10 | De grote identiteitswissel           |                 | 13 mei 2013   |  |
| ... |                                      |                 |               |  |

### Seizoen 3
| Aflevering | Titel                         | Kijkcijfers     | Uitzenddatum     |  |
| --- | ----------------------------- | --------------- | ---------------- |  |
| 3.1 | Astro TV                      | 465.000 kijkers | 6 januari 2014   |  |
| De verslaggevers zoeken uit hoe de mediums van Astro TV te werk gaan; een van hen gaat undercover en solliciteert als medium. Twee andere verslaggevers bellen met fictieve problemen naar Astro TV, waar zij een uitgebreid consult ontvangen.                     |                               |                 |                  |  |
| 3.2 | Omstreden wetten              | 423.000 kijkers | 13 januari 2014  |  |
| De verslaggevers zoeken omstreden wetten en APV's uit en kijken of deze nog wel bekend zijn bij ambtenaren en nageleefd worden. Ook geeft minister-president Rutte commentaar.                                                                                      |                               |                 |                  |  |
| 3.3 | Incassobureaus                | 509.000 kijkers | 20 januari 2014  |  |
| Het Rambam-team zoekt uit hoe ver incassobureaus gaan om geld te incasseren. En wat de rechten van deze bureaus zijn. De verslaggevers doen zich voor als wanbetalers van hun eigen bedrijf en zoeken uit wat voor methoden worden gebruikt om hun geld te krijgen. |                               |                 |                  |  |
| 3.4 | Kleding uit Bangladesh        | 383.000 kijkers | 27 januari 2014  |  |
| Dat CoolCat en Wibra het niet zo nauw nemen met "Bangladeshi-handjes", schiet Rambam in het verkeerde keelgat |                               |                 |                  |  |
| 3.5 | Babyboomers                   | 291.000 kijkers | 3 februari 2014  |  |
| Jelte en Ronald worden lid van 50PLUS en proberen om tijdens een algemene ledenvergadering een motie af te dwingen. |                               |                 |                  |  |
| 3.6 | Lokportemonnees Noord-Holland | 442.000 kijkers | 10 februari 2014 |  |
| Voor het derde seizoen op rij houdt Rambam de portemonneetest. |                               |                 |                  |  |
| 3.7 | Hitlijstmanipulatie           | 527.000 kijkers | 17 februari 2014 |  |
| Rambam ontdekt hoe men een hit kan kopen. |                               |                 |                  |  |
| 3.8 | Paparazzi                     | 487.000 kijkers | 24 februari 2014 |  |
| Rambam geeft paparazzi koekje van eigen deeg. |                               |                 |                  |  |
| 3.9 | Paparazzi deel 2 en wachtgeld | 432.000 kijkers | 3 maart 2014     |  |
| Deel 2 van de jacht op paparazzi. Verder probeert Rambam oud-Kamerleden aan een nieuwe baan te helpen, zodat ze geen gebruik meer van de wachtgeldregelingen hoeven te maken.                                                                                       |                               |                 |                  |  |
| 3.10 | Compilatie                    | 358.000 kijkers | 10 maart 2014    |  |
| Een compilatie van het afgelopen seizoen. |                               |                 |                  |  |

### Seizoen 4
| Aflevering | Titel                       | Kijkcijfers     | Uitzenddatum     |  |
| --- | --------------------------- | --------------- | ---------------- |  |
| 4.1 | Rob Geus                    | 452.000 kijkers | 7 januari 2015   |  |
| Het team stelt de beïnvloedbaarheid van tv-persoonlijkheid Rob Geus aan de kaak. |                             |                 |                  |  |
| 4.2 | Glazenwassers deel 1        | 454.000 kijkers | 14 januari 2015  |  |
| Rambam doet onderzoek naar geweld en intimidatie in de glazenwasserswereld. |                             |                 |                  |  |
| 4.3 | Glazenwassers deel 2        | 325.000 kijkers | 21 januari 2015  |  |
| Rambam doet onderzoek naar geweld en intimidatie in de glazenwasserswereld (vervolg op uitzending van 14 januari). |                             |                 |                  |  |
| 4.4 | Laptopreparatietest         | 417.000 kijkers | 28 januari 2015  |  |
| Het team levert een laptop met een licht mankement (een kapotte geheugenmodule) in bij computerreparatiezaken. Bij betaling van de reparatie blijken de reparatiebedrijven veel meer kosten in rekening te brengen, dan er daadwerkelijk aan de laptop gedaan is.                                                                                             |                             |                 |                  |  |
| 4.5 | Nigeriaanse oplichters      | 454.000 kijkers | 4 februari 2015  |  |
| Rambam gaat op zoek achter de gezichten van phishingmailtjes, waarin bergen met geld worden beloofd, wanneer je een kleiner bedrag naar een lagere rekening over maakt. |                             |                 |                  |  |
| 4.6 | De Garagetest               | 371.000 kijkers | 11 februari 2015 |  |
| Het team duikt in de wereld van garagebedrijven. Bij een kleine reparatie van het terugplaatsen van een kabel worden zeer hoge facturen uitgeschreven. Rambam haalt het geld op creatieve manier terug. |                             |                 |                  |  |
| 4.7 | De Portemonneetest 4.0      | 409.000 kijkers | 4 maart 2015     |  |
| Voor het vierde jaar doet Rambam de portemonneetest. Dit maal is de provincie Gelderland aan de beurt. Wederom blijken een aantal portemonnees verdwenen. Met een zakkenroller als geluidsman probeert Rambam tijdens een interview de portemonnee van de burgemeester te pakken te krijgen om deze vervolgens weer in te leveren bij de gevonden voorwerpen. |                             |                 |                  |  |
| 4.8 | Gemeentelijke verspillingen |                 | 25 maart 2015    |  |
| Rambam onderzoekt gemeentelijke verspillingen zoals een onderwaterkunstwerk en een tribune die per ongeluk achterstevoren is gebouwd. |                             |                 |                  |  |
| 4.9 | Ergernissen                 |                 | 1 april 2015     |  |
| Rambam besluit een aantal van de grootste ergernissen bij consumenten aan te pakken. |                             |                 |                  |  |
| 4.10 | Dure dieren                 |                 | 8 april 2015     |  |
| Rambam onderzoekt de werking van wildviaducten en ontdekt en passant het duurste dier van Nederland. |                             |                 |                  |  |
| 4.11 | Nederland Belastingparadijs |                 | 29 april 2015    |  |
| Rambam onderzoekt de geheime afspraken die buitenlandse multinationals hebben met de Nederlandse fiscus en besluit presentator Lars Gierveld als merk te registreren op de Bahama's. |                             |                 |                  |  |
| 4.12 | Scientology                 | 603.000 kijkers | 20 mei 2015      |  |
| Rambam gaat undercover in de scientologykerk, en probeert uit te zoeken wat er precies achter de schermen gebeurt. |                             |                 |                  |  |
| 4.13 | Subsidies                   | 403.000 kijkers | 27 mei 2015      |  |
| Om te onderzoeken hoe makkelijk het is om zelf onterechte subsidie aan te vragen, richt Rambam een mime-gezelschap op dat zich richt op het empoweren van hanggroepjongeren. |                             |                 |                  |  |
| 4.14 | Lintjesregen                | 329.000 kijkers | 3 juni 2015      |  |
| Rambam onthult hoe het onrechtmatig een lintje ontving. |                             |                 |                  |  |
| 4.15 | Multi Level Marketing       | 429.000 kijkers | 10 juni 2015     |  |
| Rambam bespreekt het piramidespel van ACN. |                             |                 |                  |  |
| 4.16 | Round up                    |                 | 17 juni 2015     |  |
| Een update van verschillende onderwerpen uit het seizoen. |                             |                 |                  |  |

### Seizoen 5
| Aflevering | Titel                            | Kijkcijfers     | Uitzenddatum     |  |
| --- | -------------------------------- | --------------- | ---------------- |  |
| 5.1 | Herman Brood                     |                 | 20 januari 2016  |  |
| Het team probeert een vervalst schilderij van Herman Brood van een echtheidscertificaat te laten voorzien. De voormalige manager van Herman Brood werkt mee aan deze praktijken |                                  |                 |                  |  |
| 5.2 | Schoonmakers                     | 358.000 kijkers | 27 januari 2016  |  |
| Rinke Verkerk gaat undercover bij twee schoonmaakbedrijven van grote hotelketens zoals Bastion en Ibis. Daaruit blijkt dat de schoonmakers per kamer betaald worden en niet per uur waardoor veel schoonmakers in hun eigen tijd doorwerken. De schoonmaakbedrijven ontwijken op deze manier de wetgeving omtrent het minimumloon. |                                  |                 |                  |  |
| 5.3 | Ongewenst konijn                 | 282.000 kijkers | 3 februari 2016  |  |
| Rambam zoekt uit wat er gebeurt met jonge konijnen die niet meer verkocht kunnen worden in de dierenwinkels omdat ze te oud zijn geworden. |                                  |                 |                  |  |
| 5.4 | Dyslexieverklaring               | 234.000 kijkers | 10 februari      |  |
| Nesim Ahmadi krijgt een dyslexieverklaring door dyslexie te veinzen terwijl hij eerder negatief getest was op dyslexie. Ook schaft het team telefonisch meerdere verklaringen af op valse namen en zonder test. Zo ontvangen zij een dyslexieverklaring op naam van minister Jet Bussemaker en overhandigen die aan haar.          |                                  |                 |                  |  |
| 5.5 | Russische bedrijven in Nederland | 325.000 kijkers | 17 februari 2016 |  |
| ... |                                  |                 |                  |  |
| 5.6 | Privédetectives                  | 178.000 kijkers | 24 februari 2016 |  |
| ... |                                  |                 |                  |  |
| 5.7 | Dolfinarium                      |                 | 2 maart 2016     |  |
| ... |                                  |                 |                  |  |
| 5.8 | De jaarlijkse portemonnee-test   |                 | 9 maart 2016     |  |
| ... |                                  |                 |                  |  |
| 5.9 | Slotenmakers                     |                 | 16 maart 2016    |  |
| ... |                                  |                 |                  |  |
| 5.10 | Round-up                         |                 | 23 maart 2016    |  |
| ... |                                  |                 |                  |  |

### Seizoen 6
| Aflevering | Titel                       | Kijkcijfers     | Uitzenddatum     |  |
| --- | --------------------------- | --------------- | ---------------- |  |
| 6.1 | Online dokters en apotheken | 375.000 kijkers | 10 november 2016 |  |
| Het team duikt in de wereld van de online dokters en apotheken |                             |                 |                  |  |
| 6.2 | Kindermarketing             | 294.000 kijkers | 17 november 2016 |  |
| RamBam neemt een kijkje bij kindermarketing in de levensmiddelenindustrie.                                                                                        |                             |                 |                  |  |
| 6.3 | Jaarlijkse portemonnetest   | 269.000 kijkers | 24 november 2016 |  |
| De zesde editie vindt plaats in het noorden. |                             |                 |                  |  |
| 6.4 | Kalverliefde                | 316.000 kijkers | 1 december 2016  |  |
| De presentatoren duiken in de duistere wereld van de dode stierkalfjes.                                                                                           |                             |                 |                  |  |
| 6.5 | Voluntourism                | 299.000 kijkers | 8 december 2016  |  |
| RamBam duikt in de wereld van de vrijwilligersvakanties. |                             |                 |                  |  |
| 6.6 | Illegaal vuurwerk           |                 | 15 december 2016 |  |
| De presentatoren nemen een kijkje in de wereld van zwaar illegaal vuurwerk dat moeiteloos in Nederland wordt bezorgd.                                             |                             |                 |                  |  |
| 6.7 | Succes awards!              |                 | 12 januari 2017  |  |
| RamBam wint een ondernemersprijs met een niet bestaand bedrijf.                                                                                                   |                             |                 |                  |  |
| 6.8 | Loodgieters                 |                 | 19 januari 2017  |  |
| De prijzen die loodgieters rekenen staan niet in verhouding tot de geleverde diensten en lijken willekeurig tot stand te komen.                                   |                             |                 |                  |  |
| 6.9 | Stropers                    |                 | 26 januari 2017  |  |
| Restaurants zetten zonder scrupules gestroopt wild op de kaart.                                                                                                   |                             |                 |                  |  |
| 6.10 | Alternative dierengenezers  |                 | 2 februari 2017  |  |
| De presentatoren duiken in de wereld van alternatieve dierengenezers.                                                                                             |                             |                 |                  |  |
| 6.11 | Nepnieuws                   |                 | 9 februari 2017  |  |
| RamBam onderzoekt de invloed van fake news en alternative facts op de Nederlandse politiek en stuit tijdens die zoektocht op opmerkelijk echt nieuws over Gordon. |                             |                 |                  |  |
| 6.12 | Round-up                    |                 | 16 februari 2017 |  |
| RamBam kijkt terug op het seizoen. |                             |                 |                  |  |

### Seizoen 7
| Aflevering                                                                                                  | Titel                 | Kijkcijfers | Uitzenddatum     |  |
| --- | --------------------- | ----------- | ---------------- |  |
| 7.1 | Ontgroeningen         | 500.000     | 11 januari 2018  |  |
| ... |                       |             |                  |  |
| 7.2 | Hondentraining        |             | 11 januari 2018  |  |
| ... |                       |             |                  |  |
| 7.3 | Ayahuasca             |             | 26 januari 2018  |  |
| ... |                       |             |                  |  |
| 7.4 | Handel in data        |             | 1 februari 2018  |  |
| ... |                       |             |                  |  |
| 7.5 | Ouderenmisleiding     |             | 8 februari 2018  |  |
| ... |                       |             |                  |  |
| 7.6 | Sugardating           |             | 15 februari 2018 |  |
| De presentatoren nemen sugardating onder de loep. Ze komen er achter dat deze dating niet zo onschuldig is. |                       |             |                  |  |
| 7.7 | Valse kunst           |             | 22 februari 2018 |  |
| ... |                       |             |                  |  |
| 7.8 | Schijnzelfstandigheid |             | 1 maart 2018     |  |
| ... |                       |             |                  |  |

### Seizoen 8
| Aflevering | Titel            | Kijkcijfers | Uitzenddatum     |  |
| ---------- | ---------------- | ----------- | ---------------- |  |
| 8.1        | ID Fraude        | 342.000     | 10 januari 2019  |  |
| ...        |                  |             |                  |  |
| 8.2        | Influencers      | 356.000     | 17 januari 2019  |  |
| ...        |                  |             |                  |  |
| 8.3        | Marktonderzoek   | 308.000     | 24 januari 2019  |  |
| ...        |                  |             |                  |  |
| 8.4        | Over de balk     | 420.000     | 31 januari 2019  |  |
| ...        |                  |             |                  |  |
| 8.5        | Exotische dieren | 527.000     | 7 februari 2019  |  |
| ...        |                  |             |                  |  |
| 8.6        | Complotten       | 280.000     | 14 februari 2019 |  |
| ...        |                  |             |                  |  |
| 8.7        | Productbeloften  | 278.000     | 21 februari 2019 |  |
| ...        |                  |             |                  |  |
| 8.8        | Goede doelen     |             | 28 februari 2019 |  |
| ...        |                  |             |                  |  |

### Seizoen 9
| Aflevering | Titel               | Kijkcijfers | Uitzenddatum     |  |
| --- | ------------------- | ----------- | ---------------- |  |
| 9.1 | The Fork            |             | 9 januari 2020   |  |
| Rambam onderzoekt het verdienmodel van restaurantboekings- en beoordelingswebsite The Fork en meldt er een niet bestaand restaurant aan. Als de verslaggevers zelf de enige beoordelingen voor dat restaurant plaatsen blijkt het beoordelingssysteem niet te deugen. |                     |             |                  |  |
| 9.2 | Filler party!       |             | 16 januari 2020  |  |
| ... |                     |             |                  |  |
| 9.3 | Stemmingmakerij     |             | 23 januari 2020  |  |
| ... |                     |             |                  |  |
| 9.4 | Heel Holland coacht |             | 30 januari 2020  |  |
| ... |                     |             |                  |  |
| 9.5 | Scripties kopen     |             | 6 februari 2020  |  |
| ... |                     |             |                  |  |
| 9.6 | Pakketjes           |             | 20 februari 2020 |  |
| Rambam onderzoekt hoe zwaar het is voor postpakketbezorgers om de pakjes binnen de gewenste tijd te bezorgen. |                     |             |                  |  |
| 9.7 | Voormekaartje       |             | 27 februari 2020 |  |
| ... |                     |             |                  |  |